# George Gershwin

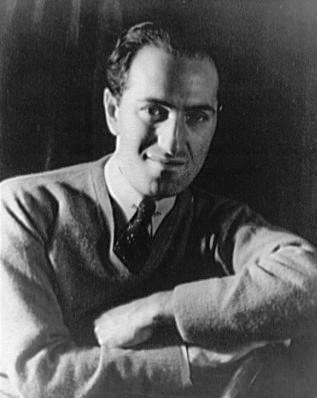
George Gershwin, Foto von Carl Van Vechten, 1937

George Gershwin ['gɜːʃwɪn] (* 26. September 1898 in Brooklyn, New York City, als Jacob Gershovitz; † 11. Juli 1937 in Hollywood, Los Angeles) war ein US-amerikanischer Komponist, Pianist und Dirigent. Seine Kompositionen umfassen sowohl klassische als auch populäre Musik. Zu seinen bekanntesten Werken zählen die Orchesterkompositionen Rhapsody in Blue und Ein Amerikaner in Paris sowie die Oper Porgy and Bess.

## Leben
George Gershwin wurde 1898 als Jacob Gershovitz (benannt nach seinem Großvater) als Kind der um 1891 in die USA eingewanderten russischen Juden Morris Gershovitz und Rose Gershovitz, geborene Bruskin, geboren. Morris Gershovitz amerikanisierte den Familiennamen auf Gershvin und passte ihn später noch auf Gershwin an. Sein Geburtshaus befand sich in Brooklyn, 242 Snedicker Avenue.
George Gershwin hatte zwei Brüder, den späteren Liedtexter Ira Gershwin (1896–1983) und Arthur Gershwin (1900–1981), sowie eine Schwester, Frances Gershwin (1906–1999).
1910 kauften die Gershwins für die Musikstunden des Sohnes Ira ein Klavier, auf dem aber bald George spielte. Charles Hambitzer wurde 1912 sein Klavierlehrer und blieb bis zu seinem Tod 1918 sein Mentor. Hambitzer lehrte George Gershwin konventionelle Klaviertechniken und ließ ihn europäische Meisterwerke spielen. Er ermutigte ihn, Orchesterkonzerte zu besuchen, worauf Gershwin zu Hause versuchte, die gehörte Musik am Klavier zu reproduzieren. 
Ab 1914 arbeitete Gershwin als „Hauspianist“ im New Yorker Musikverlag Jerome H. Remick. Seine Aufgabe war es bald, Bandleadern und Theateragenten neue Lieder seines Verlages vorzuspielen und sie ihnen zu verkaufen. Angeregt durch diese Tätigkeit versuchte er eigene Lieder und Tanzstücke zu komponieren. 1916 begann er als Pianist Notenrollen für Elektrische Klaviere zu bespielen, zunächst mit Rags und weiteren Werken anderer Komponisten. Im selben Jahr ließ er When You Want ’Em You Can’t Get ’Em als erstes Lied veröffentlichen. Trotz des Misserfolgs dieser Komposition wurden einige Broadway-Komponisten auf ihn aufmerksam und nutzten in den kommenden Jahren mehrere seiner Lieder in ihren Musicals.
Sein Ragtime Rialto Ripples, ebenfalls 1916 komponiert, wurde ein finanzieller Erfolg. Gershwin studierte in diesen Jahren bei dem Komponisten Rubin Goldmark sowie bei dem Avantgardisten Henry Cowell weiterhin Klavier und bei Edward Kilenyi Harmonielehre, Musiktheorie und Instrumentation. Seine großen Vorbilder waren nun die Broadway-Komponisten Irving Berlin und Jerome Kern. 1918 gelang ihm mit dem Lied Swanee der erste USA-weite Hit, der zunächst auf dem Broadway zu seiner Anerkennung als Komponist führte. Zusätzlich zu seinen musikalischen Aktivitäten übernahm er zusammen mit seinem Bruder Ira die Leitung des unter Homosexuellen berühmten und populären Badehauses Lafayette Baths.
Er führte seine Klavierkonzerte auch (als Pianist, nicht als Dirigent) selber auf. Auf seiner Europareise 1928 lernte er Igor Strawinsky kennen. 
Gershwin hatte eine langjährige Liebesbeziehung mit der Komponistin Kay Swift; die beiden tauschten sich auch fachlich aus. 
Ab Frühjahr 1933 lebte George Gershwin, der häufig umgezogen war, in Manhattan, 132 East 72nd Street, in einer 14-Zimmer-Maisonette-Wohnung unweit der Park Avenue. Sie war seine letzte Wohnung in New York. Dort standen drei Steinway-Flügel.
Gershwin brach am Abend des 9. Juli 1937 zusammen, als er in Beverly Hills an einem Flügel saß und an der Partitur zur Filmmusik von The Goldwyn Follies arbeitete. Er wurde in das Cedars-Sinai Medical Center gebracht und fiel dort in ein Koma. Am Morgen des 11. Juli 1937 wurde ihm in einer Notoperation ein Gehirntumor entfernt; kurz danach starb er. Er wurde auf dem Westchester Hills Cemetery in Hastings-on-Hudson (New York) beigesetzt.

## Werk und Wirkung
Am 7. Januar 1924 begann Gershwin mit der Niederschrift der Rhapsody in Blue für zwei Klaviere. Für die Dauer der Entstehung zog Ferde Grofé bei ihm ein; die beiden arbeiteten Hand in Hand: Gershwin komponierte, Grofé instrumentierte und erstellte aus der Klavierfassung die Partitur für Paul Whitemans Jazzorchester. Die Rhapsody war am 4. Februar fertig und wurde von Paul Whitemans Orchester am 24. Februar 1924 in der New Yorker Aeolian Hall uraufgeführt. Die Aufführung gilt als historisches Ereignis von großer Tragweite und ging als Birth of Rhapsody in Blue in die Geschichte ein.
Bei der Uraufführung war die Crème de la Crème des musikalischen und gesellschaftlichen New York zugegen, unter anderem Walter Damrosch als Ehrengast. So kam es, dass Gershwin kurze Zeit später von der New York Symphony Society den Auftrag erhielt, ein Orchesterwerk zu schreiben. Er sagte ein Klavierkonzert zu und erhielt die Garantie von sieben Auftritten als Solist in New York, Philadelphia, Washington und Baltimore. Er instrumentierte das Werk selbst. Die Uraufführung seines Concerto in F erfolgte am 3. Dezember 1925 in der Carnegie Hall mit Gershwin am Klavier und Damrosch am Dirigentenpult.
Gershwin komponierte sowohl Stücke für den Broadway als auch klassische Konzerte. Ab 1931 schrieb er auch Stücke für den Tonfilm. Zu den meisten seiner Kompositionen schrieb sein Bruder Ira Gershwin die Texte. 1924 produzierten George und Ira gemeinsam die Musikkomödie Lady, Be Good. Standards wie Fascinating Rhythm und The Man I Love debütierten darin. Dem folgten Oh, Kay! (1926); Funny Face 1927; Strike Up the Band (1927 und 1930); Girl Crazy (1930), mit dem zum Evergreen gewordenen Lied I Got Rhythm; Of Thee I Sing (1931), die erste Musikkomödie, die mit einem Pulitzer-Preis ausgezeichnet wurde. 1933 erschien Pardon My English, das einzige Musical dieser Epoche, das in Deutschland (in Dresden) spielt. George und Ira Gershwin gehörten zu den erfolgreichsten Teams am Broadway. Ihre Werke wurden von Stars wie Fred Astaire und seiner Schwester Adele, Gertrude Lawrence, Red Nichols, Ethel Merman und Ginger Rogers aufgeführt.
Gershwin verbrachte den Sommer 1934 in Folly Island in der Nähe von Charleston (South Carolina), um das Leben des Stammes der Gullah zu studieren, deren Dialekt in der Oper Porgy and Bess verwendet wird.  Gershwin hat verfügt, dass diese Oper szenisch nur mit schwarzen Sängern aufgeführt werden darf.
Viele seiner Werke erlangten auch über Amerika hinaus große Popularität. Teilweise wurden seine Kompositionen als Filmmusik verwendet. Einige sind Jazz-Standards; sie wurden von namhaften Stars der amerikanischen und internationalen Unterhaltungsmusik interpretiert, darunter Ella Fitzgerald, Louis Armstrong, Frank Sinatra, Judy Garland, Peter Gabriel, Ray Conniff, Percy Faith und Barbra Streisand. Sie fanden den Weg in den Jazz, beispielsweise mit Interpretationen von Herbie Hancock oder Miles Davis, und in den Rock, beispielsweise mit Versionen von Janis Joplin (Summertime).
Einige der Gershwin-Lieder wurden in der Ära des Bebop durch Umgestaltung und Reharmonisierung in neue Themen (bebop heads) und Lieder transformiert. Oh, Lady Be Good! wurde so zu Thelonious Monks Hackensack, But Not For Me zu Tadd Damerons Sid’s Delight und I Got Rhythm zu Charlie Parkers Anthropology, Thelonius Monks Rhythm-A-Ning sowie Lester Youngs Lester Leaps In.
Gershwin war Protagonist des Symphonic Jazz mit Werken, in denen er in nie dagewesener Weise die afroamerikanische mit der zeitgenössischen symphonischen Kultur (und damit auch der Oper) verband und neue musikalische Welten eröffnete. Im Jahr 1986 verlieh die The Recording Academy Gershwin und seinem Bruder Ira posthum einen Grammy Trustees Award für ihre Leistungen für die Musik.
Für den Musiker Paul McCartney zählte Gershwin zu seinen frühesten Helden. Prince bezeichnete Gershwins Stück Lullaby (1919) als einen von 55 Songs, die ihn musikalisch inspirierten.

## Werke
Gershwins bekanntesten Werke im Bereich der klassischen Musik sind:
- 1924: Rhapsody in Blue, eine symphonische Jazzkomposition für Klavier und Orchester
- 1925: Klavierkonzert in F-Dur
- 1926: Three Preludes, für Klavier
- 1928: Ein Amerikaner in Paris, eine Tondichtung mit Jazzelementen und Soundeffekten
- 1932: Cuban Overture, ein Stück, das nach einem Aufenthalt in Kuba entstand
- 1933: Pardon my English, ein Stück, das nur 43 Aufführungen erlebte
- 1935: Porgy and Bess, eine Folk-Oper, die nach dem Buch von DuBose Heyward über das afroamerikanische Leben mit der berühmten Arie „Summertime“ neben Hits wie „I Got Plenty o’ Nothin’“ und „It Ain’t Necessarily So“ entstand. Porgy and Bess gilt als die erste eigenständige Oper Nordamerikas.

Musicals:
- 1919: La, La, Lucille[11]
- 1924: Lady, Be Good!
- 1925: Tip-Toes
- 1925: Tell me more
- 1926: Oh, Kay!
- 1927: Funny Face
- 1927/1930: Strike Up the Band
- 1928: Rosalie
- 1929: Show Girl
- 1930: Girl Crazy
- 1931: Of Thee I Sing
- 1933: Pardon My English
- 1933: Let ’Em Eat Cake

Wenig bekannt angesichts der wenigen Werke für Klavier, die Gershwin geschrieben hat, ist das Gershwin Songbook, auch herausgegeben unter dem Titel George Gershwin at the Keyboard, eine Sammlung seiner bekanntesten Songs, von ihm selbst bearbeitet für Klaviersolo (ISBN 0-7692-5968-5). Darin enthalten u. a.:
- The Man I Love
- I’ll Build A Stairway To Paradise
- Fascinating Rhythm
- Oh, Lady Be Good!
- I Got Rhythm
- Liza

Filme, für welche Gershwin eigens Songs verfasste:
- 1931: Delicious
- 1937: Tanz mit mir (Shall We Dance)
- 1937: Ein Fräulein in Nöten (A Damsel in Distress)
- 1938: The Goldwyn Follies (Love Is Here to Stay) (postum)
- 1947: The Shocking Miss Pilgrim (postum mit bis dahin unveröffentlichten Songs)